# マンガ 嫌日流
『マンガ 嫌日流』（マンガ けんにちりゅう、原題は『嫌日流』（혐일류 ヒョミルリュ））とは、韓国人漫画家金城模（キム ソンモ、ko:김성모）が山野車輪作の『マンガ 嫌韓流』に反論すべく「嫌日」をテーマとした漫画である。韓国での発行部数は380部とほとんど売れなかった。

## 概要
日本語版発行元は『嫌韓流』と同じ晋遊舎で2万部が販売された。同出版社が日本語版出版を請け負った経緯は、『嫌韓流』を出版したのが同社だから、この本もうちが引き受けなければならないと巻末に書かれてある。
本書は『嫌韓流』とほぼ同じスタイルで書かれている。『嫌韓流』の反論を行った章は4章のうち半分の2章で、独島と韓流ブームの部分についてである。他の2章は独自の内容となっており、靖国神社の遊就館を訪問した時の様子についても描写している。同出版社の『反日マンガの世界』でも「自国を絶対としたナショナリズムが諸所に見られる」とされている。

## 備考
- 同様に「反日」をテーマに書かれた作品としては、『嫌日流』（佯病説作）がある。これら2種類の「嫌日流」が混同されるといった扱いも少なくない。そのため、両者とも内容がごっちゃにされてひとつの作品だと誤った理解が存在している。
- 出版した晋遊舎は、その直後に「反日マンガの世界」を出版し、そのなかで同書を批判している。
- その内容には明らかな文化や歴史への事実誤認（あるいは不勉強や歪曲）が見受けられる。例えば、極東国際軍事裁判において、戦犯として起訴された軍部関係者が「天皇に脅迫され、騙されたため仕方なく参戦した」と証言し、昭和天皇はそれに対して「あいつらが勝手に罪を犯した、私には何も罪が無い」と発言したと記載されているが、実際にはそのような発言記録は無く、そもそも昭和天皇は裁判に出廷もしていない。なお、日本語版ではこの点について注意書きがなされている。
- 「私は知日家」「刺身の生みの親、日本」と前置きした上で「日本の刺身は熟成した柔らかいものだが、韓国の刺身は新鮮な魚を捌く」と、首を傾げたくなるような事を書いてある。おそらくはなれ鮨、押し寿司の類を日本の刺身と思い違いしたものと思われる。
- ただし、日本の繁栄や日本の文化に対して褒めた記述や「一人一人の日本人は良い人だった」といった日本に対する好意的記述もあり、佯病説作の嫌日流などとはその意味では一線を画す出来である。

## 書誌情報
- 金城模『マンガ嫌日流 アジアの妄想家日本に告ぐ!』新藤祐樹訳、晋遊舎〈晋遊舎ムック〉、2007年5月。ISBN 978-4-88380-619-5。